# Крупенский, Александр Николаевич
Алекса́ндр Никола́евич Крупе́нский (1861—1939) — бессарабский предводитель дворянства, общественный деятель русской эмиграции.

## Биография
Православный. Из старинного дворянского рода. Сын губернского предводителя дворянства Николая Матвеевича Крупенского. Крупный помещик Бессарабской губернии: владел родовым имением в Хотинском уезде (610 десятин), благоприобретенными имениями в Сорокском и Оргеевском уездах (317 и 200 десятин), а также имениями жены в Сорокском и в Белецком уездах (1700 и 1500 десятин).
Окончил Киевскую 1-ю гимназию (1880) и естественный факультет Киевского университета, где изучал биологию. В 1885 году поступил на службу в Подольское депутатское дворянское собрание канцелярским служителем 1-го разряда.
Чины: губернский секретарь (1886), титулярный советник (1894), коллежский асессор (1896), камергер (1907), надворный советник (1907), коллежский советник (1907), статский советник (1907), действительный статский советник (1911), в должности гофмейстера (1912).
Через два года вышел в отставку и переехал в родную губернию, где посвятил себя службе по выборам. Избирался почетным мировым судьей по Хотинскому (1887—1906), Сорокскому (1897—1914) и Кишиневскому уездам (1908—1915), депутатом дворянства Хотинского уезда (1902—1908). В 1892—1895 годах был земским начальником Хотинского уезда. Состоял почетным попечителем Кишиневского реального училища (1906—1917).
На два трехлетия избирался губернским предводителем дворянства (1908—1912). На этой должности подготовил книгу «Краткий очерк о бессарабском дворянстве», изданную в Петербурге. В январе 1912 года досрочно сложил полномочия предводителя дворянства.
В 1919 году, после революции и перехода Бессарабии в состав Румынии, эмигрировал во Францию. Жил в Париже. В 1921 году председательствовал на монархическом съезде в Рейхенгалле, а в 1926 был товарищем председателя организационного комитета Российского зарубежного съезда в Париже. Возглавлял Русскую монархическую партию, поддерживавшую великого князя Николая Николаевича.
С 1925 года состоял товарищем председателя правления Русского очага во Франции, а в следующем году был избран председателем Высшего монархического Совета. Кроме того, был членом правления Комитета помощи семьям борцов, погибших за родину, а также председателем Комитета помощи Бессарабии. Способствовал организации Русского кадетского корпуса в Версале. В 1937 году участвовал в собрании русских национальных организаций, созванном после похищения генерала Миллера.
Скончался в 1939 году в Париже. Похоронен на кладбище Сент-Женевьев-де-Буа.
Был женат на Евфросинье Аристидовне Кассо (1862—1915), сестре министра народного просвещения Л. А. Кассо. Их сын: Алексей (р. 1893).

## Сочинения
- Полный список лиц избранных бессарабским дворянством на областные, губернские и уездные должности со времени присоединения Бессарабии к Российской империи по 1912 год. — Спб., 1912.

## Награды
- Орден Святого Владимира 4-й ст. (1908);
- Орден Святого Владимира 3-й ст. (1914);
- Высочайшая благодарность (1914)
- медаль «В память царствования императора Александра III»
- медаль Красного Креста «В память русско-японской войны 1904—1905 гг.» (1908)
- медаль «В память 100-летия Отечественной войны 1812»
- медаль «В память 300-летия царствования дома Романовых» (1913)
- Знак отличия «за труды по землеустройству» (1913)

Иностранные:
- сербский Орден Святого Саввы 1-й степени (1911).